# Theo Dietzel
Theodor Dietzel (* 29. August 1926 in Weißenfels; † 20. Mai 2014 in Halle/Saale) war ein deutscher Maler und Grafiker.

## Leben und Werk

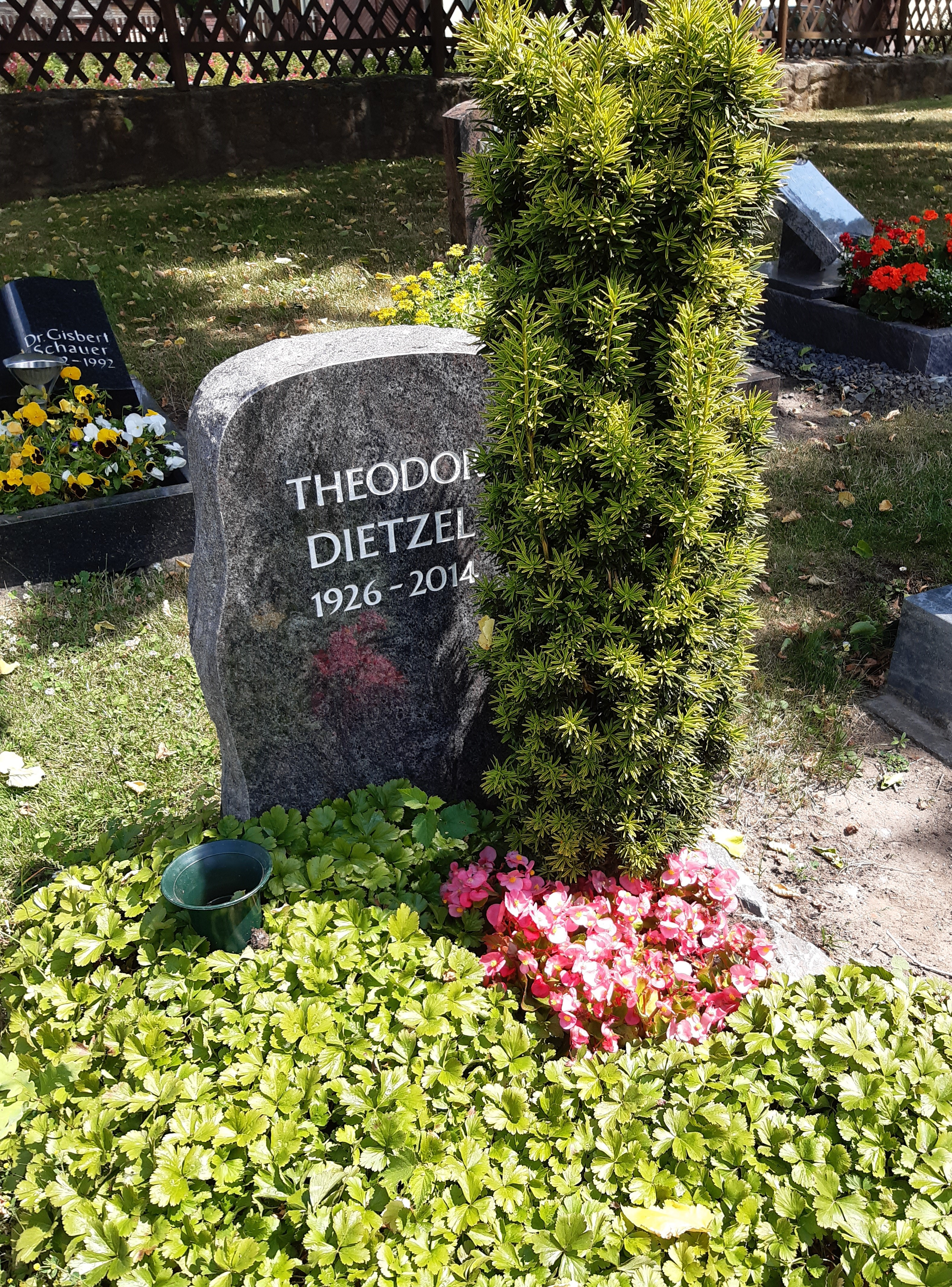
Grab von Theo Dietzel auf dem Friedhof Lettin in Halle (Saale)

Der Vater Dietzels betrieb in Weißenfels ein Elektrofachgeschäft. Dietzel absolvierte von 1942 bis 1944 eine Ausbildung zum technischen Zeichner. Von 1944 bis 1946 war er im Kriegsdienst und in Kriegsgefangenschaft. Von 1947 bis 1951 studierte er Malerei und Grafik bei Charles Crodel, Herbert Stockmann, Erwin Hahs und Herbert Post an der Kunsthochschule Burg Giebichenstein in Halle/Saale sowie bei Elisabeth Voigt an der Hochschule für Grafik und Buchkunst Leipzig. In Halle hatte er auch Kontakt zu Albert Ebert. Ab 1952 war Dietzel freischaffender Künstler in Halle.
Neben seiner Arbeit als Maler und Grafiker arbeitete Dietzel als Pressezeichner für die Tageszeitung „Freiheit“ und bis 1993 für die „Mitteldeutsche Zeitung“. Er machte Illustrationen zu Romanen. In zumeist kleinformatig-filigranen Radierungen beschäftige er sich mit der Architektur Halles. Der Kunsthistoriker Hans-Georg Sehrt bescheinigt ihm „eine ausgeprägte Fähigkeit zu karikaturhafter und schelmischer Darstellung.“
Dietzel war mit der Malerin und Grafikerin Elsa Dietzel (* 1931) verheiratet. Er starb nach zweijähriger schwerer Demenz in einem Pflegeheim und wurde auf dem Halleschen Friedhof Lettin begraben.

## Mitgliedschaften
- 1952 bis 1990 Verband Bildender Künstler der DDR
- ab 1990 Bundesverband Bildender Künstlerinnen und Künstler
- ab 1990 Hallischer Kunstverein

## Ehrungen
- 1976: Kunstpreis der Stadt Halle
- 1987: Verdienstmedaille der DDR

## Werke (Auswahl)
- Kali (Zyklus von Lithografien; auf der Vierten Deutschen Kunstausstellung)[2]
- Victor Hugo „1793“ (Folge von Zeichnungen, Kreide und Tusche; auf der Fünften Deutschen Kunstausstellung)[3]
- Alte Genossenschaftsbäuerin (Federzeichnung, 1964)[4]
- Großer Acker (Tafelbild, Öl, 1976; auf der VIII. Deutschen Kunstausstellung)[5]
- Liebespaar am Süßen See (Tafelbild, Öl, 2000)[6]
- Goethe „Italienische Reise“ (Folge von Radierungen, 2003/2004)
- Was ihr wollt (Ölpastell, 2008)[7]

## Ausstellungen (mutmaßlich unvollständig)

### Einzelausstellungen
- 1957: Merseburg
- 1973: Querfurt
- 1976 und 1982: Halle/Saale
- 1978: Schkopau

#### Postum
- 2016 Halle (Saale), Kleine Galerie des Halleschen Kunstvereins[8]
- 2020 Halle, Galerie Zaglmaier (mit Elsa Dietzel)

### Teilnahme an zentralen und wichtigen regionalen Ausstellungen in der DDR
- 1957: Halle/Saale, Kunstausstellung Halle
- 1958, 1962/1963 und 1977/1978: Dresden, Vierte und Fünfte Deutsche Kunstausstellung und VIII. Kunstausstellung der DDR
- 1959: Berlin, Pavillon der Kunst („Ausstellung junger Künstler“)
- 1969, 1974 und 1979: Halle/Saale, Bezirkskunstausstellungen
- 1970: Berlin, Altes Museum („Auferstanden aus Ruinen. Druckgraphik und Zeichnungen 1945 - 1970“)